# インディアン航空605便墜落事故
インディアン航空605便墜落事故は、インドのHAL バンガロール空港に着陸しようとしていたインディアン航空のエアバスA320が、空港手前に墜落し、乗客乗員146人中92人が死亡した航空事故である。

## 事故の経緯
事故機がバンガロール空港に近づくと、クルーたちによってオートパイロットが解除され、バンガロールの管制により有視界飛行での着陸を行った。
しかし事故機は、高台にあるバンガロール空港の滑走路の高度より低空を飛行し、滑走路手前にあるゴルフコースに着地した。一部の乗員や乗客たちはこれを滑走路への着陸と誤認した。二度目の接地では機体が激しく振動したため、多くの搭乗者が異常に気づいた。一部の乗客のシートベルトが外れ、シートから投げ出されて機内で床や前の座席に叩きつけられた。クルーがすぐに機首上げ操作を行い、機体は再浮上したが、ゴルフコース端の堤防に胴体の下部が接触した。ランディングギアとエンジンが脱落し、道路を越えてその先にある岩場の茂みに墜落した。衝撃により火災が発生し、乗客88人、乗員4人の計92人が死亡した。なお、地上での死者及び負傷者は報告されていない。

## 事故原因

### 事故調査
インドのAAIB（インド航空事故調査局）と、カナダのTSB（カナダ運輸安全委員会）によって調査が始められた。事故調査グループは、機体の不具合、故障、テロなどの様々な説を唱えたが、全て否定された。

#### ブラックボックスの解析
調査団は、事故現場から回収された事故機のCVR（コックピットボイスレコーダー）とFDR（フライトデータレコーダー）を解析していくことにした。FDRより、事故機は、『オープンディセントモード』によって飛行していたことがわかった。『オープンディセントモード』は、着陸時にエンジンの出力を絞り、適正な出力にしてくれるものだが、このとき、事故機の高度は通常の着陸進入時よりも高かった。
機体の高度を下げるためにエンジン出力はほぼアイドリング状態になった。
乗客たちは、エンジンの音がほとんど聞こえなくなってざわつき始めた。そんな中、副操縦士がオートパイロットを解除し、手動での着陸を行っていたが、高度が高かった。機長は「ゴーアラウンド（着陸復行）するか？」と副操縦士に問いかけた。しかし、操縦を担当する副操縦士は、「大丈夫です」と答え、急に操縦幹を前に倒して機体を降下させた。
これにより、機体は急降下し、速度も上がった。チェックリスト項目を全て終えた機長は降下率の設定を行い、装置に700ftと打ち込んだ。だが、このとき機長が打ち込んだのは降下率ではなく、高度の設定であった。よって、機体は高度700フィート (215m) に設定された。
HALバンガロール空港は、町の中の人工的な盛り土上に位置し、標高は2912フィート (888m) であった。空港の標高を大きく下回る高度を飛行していたが、パイロットは気づいていなかった。
降下率を設定するキーと、高度を設定するキーは互いに隣り合わせに配置してあり、混乱を招いたのではないかと推測された。さらに、機長の操作により、一度解除された『オープンディセントモード』が再び作動し、エンジン出力が再び下がった。これによって機体は十分に推力を得ることができなかった。差し迫った墜落の危機にもかかわらず、パイロットたちはいつもと変わらず着陸体制をとった。
そのとき、機長は「フライトディレクターをONにするかね？」と副操縦士に問いかけた。フライトディレクターは、自動操縦での着陸を一時留保し、再度やり直すためのモードで、機長側と副操縦士側のそれぞれで設定すると着陸がやり直される。フライトディレクターがONになっている機長の質問に対し副操縦士は、『結構です』と答えた。もし、この時点で副操縦士もフライトディレクターをONにしておけば、機体は墜落を免れただろうと予測されている。
結果的に機体は降下を続け、ゴルフコースに着地した。

### 最終的な事故原因
コックピット内では絶えず無線での高度のコールアウトがされていたが、パイロットはそれを無視して飛行した。事の重大さを認識していなかったパイロットのCFITとされた。
しかし、インドのパイロット組合は、A320のシステムか、操縦特性に問題があると指摘した。A320は、フライ・バイ・ワイヤシステムを導入した初の機体であり、従来の自動操縦システムとは違い、アクチュエーターはコンピューター操作を介して設定・操作されるため、必要がない場合以外はパイロットがアクチュエーターを操作することはない。組合は、これが従来の機体のシステムと大きく異なるため、パイロットが混乱したと主張した。
実際この事故の2年前には、エールフランスのA320が墜落した事故が発生していた。さらに2年後にはエールアンテール148便墜落事故が発生しており、本件とほぼ同様な墜落の仕方であったことから、パイロットとエアバスとの間で大きな論争となった。

## その後
A320は、エアバス社によって改修が行われた。フライ・バイ・ワイヤシステムにおけるパイロットの設定ミスを防ぐため、自動操縦の設定をするキーの配置が変更された。